# Byangsi (jezik)
Byangsi jezik (bhotia, byangkho lwo, byangkhopa, byanshi, byansi, jaba, rang, saukas, shaukas; ISO 639-3: bee), sinotibetski jezik naroda Byansi iz Indije i Nepala kojim govori oko 4 560 ljudi u Uttarakhandu u dolini Kuthi Yangti, uključujući sela Nabi, Gunji, Napalchyu, Rongkang i Garbyang, Indija, i malenom području u dolini Byas, u devet sela, zapadni Nepal.
Klasificira se zapadnohimalajskoj podskupini almora. Ima nekoliko dijalekata: pangjungkho boli, yerjungkhu boli i kuti. Neki se koriste i nepalskim [nep] ili kumaonskim [kfy] jezikom.

## Vanjske poveznice
- Ethnologue (14th)
- Ethnologue (15th)